# Dorothy Heyward
Dorothy Heyward, née le 6 juin 1890 Wooster, dans l'Ohio, morte le 19 novembre 1961 à New York, est une dramaturge américaine.
Elle écrit et fait jouer des œuvres personnelles, mais son plus grand succès est pour la pièce Porgy (1927) coécrite avec son mari DuBose Heyward, en l'adaptant de son roman du même nom. Leur œuvre est actuellement bien connue dans son adaptation à l'opéra sous le titre Porgy and Bess, avec une musique de George Gershwin.

## Biographie

### Jeunesse et formation
Dorothy Kuhns naît à Wooster, dans l'Ohio. Elle passe son enfance à New York, au Porto Rico et à Washington. Elle s'intéresse très jeune à la littérature et commence à écrire des pièces de théâtre. Après avoir obtenu son diplôme d'études secondaires, elle fréquente l'université Harvard, où elle étudie pour devenir dramaturge.
En 1922, Kuhns fréquente une colonie d'artistes, la MacDowell Colony, où elle rencontre l'écrivain DuBose Heyward. Ils se marient en septembre 1923,.

### Carrière de dramaturge
Dorothy Heyward écrit en 1924 sa première pièce, The Dud, qui lui vaut de remporter un prix Harvard. Cette pièce The Dud est ensuite rebaptisée Nancy Ann et produite sous ce nom à Broadway en 1924, avec un total de 40 représentations. Nancy Ann est l'histoire d'une débutante qui veut échapper à sa famille en entrant en cachette dans un théâtre.
Lorsque son mari écrit son roman Porgy, Dorothy Heyward y voit immédiatement les possibilités dramatiques de cette histoire. Elle le convainc de l'intérêt de l'adapter en pièce de théâtre. Ils collaborent pour l'adapter à la scène, en veillant à ce que la distribution des rôles soit attribuée uniquement à des acteurs noirs,. Cette décision est controversée à l'époque, les rôles des personnages noirs étant alors presque toujours joués par des acteurs blancs grimés en noir. La pièce est un succès considérable en 1927, jouée pendant 217 représentations à New York avant de partir en tournée. Pour l'écriture de cette pièce Porgy, Dorothy apporte sa science de l'art dramatique, DuBose apporte la solidité de l'intrigue et la couleur locale.
Leur pièce est ensuite adaptée à l'opéra sous le titre Porgy and Bess (1935), avec une musique de George Gershwin et des paroles d'Ira Gershwin et DuBose Heyward. Elle est ensuite adaptée au cinéma sous le même titre en 1959.
Dorothy Heyward écrit de nombreuses autres pièces de théâtre, dont la plupart n'atteignent pas le même niveau de succès que Porgy. Sa pièce Jonica, co-écrite en 1930 avec le dramaturge Moss Hart, ainsi que ses pièces South Pacific, Cinderelative et Set My People Free sont toutes jouées à Broadway, mais ne sont pas jouées très longtemps.
En 1939, Dorothy Heyward collabore de nouveau avec son mari sur leur pièce Mamba's Daughters, qui est adaptée du roman du même nom de DuBose, et retrace l'histoire de trois générations de femmes noires ; elle obtient un succès modéré.
Beaucoup de ses œuvres sont axées sur la culture afro-américaine et abordent souvent des sujets comme l'esclavage et les préjugés raciaux et culturels.
Pendant les années 1930, Dorothy Heyward écrit plusieurs romans, dont le premier en 1930 est intitulé Trois par jour, et un autre en 1932 intitulé Les meurtres du prix Pulitzer.

## Pièces
- The Dud (Retitré Nancy Ann[2], 1924.
- Love in a Cupboard [L'amour dans un placard], 1925.
- Porgy (1927), co-écrit avec DuBose Heyward.
- Jonica, comédie musicale, 1930 : livre co-écrit avec Moss Hart ; paroles de William Moll; musique de Joseph Meyer.
- Cinderelative, 1930, co-écrit avec Dorothy De Jagers
- Mamba's Daughter's, 1939, co-écrit avec DuBose Hayward, adapté du roman du même nom de DuBose Heyward de 1929 [2].
- South Pacific, 1943, co-écrit avec Howard Rigby (sans rapport avec la comédie musicale Rodgers et Hammerstein du même nom).
- Set My People Free, 1948.
- Babar the elephant, 1953, opéra pour enfants : co-écrit avec Nicolaï Berezowsky et Judith Randal[11], d'après les histoires de Babar par Jean de Brunhoff.

## Romans
- Three-a-Day [Trois par jour], 1930.
- The Pulitzer Prize Murders [Les meurtres du prix Pulitzer], 1932.